# Radio Madrid
Radio Madrid és una emissora de ràdio espanyola que comparteix instal·lacions i recursos humans amb la Cadena SER, ja que és l'emissora on es realitzen la majoria de programes que la cadena de Prisa emet a la seva programació nacional. Té cobertura a la ciutat de Madrid i la comunitat de Madrid, així com províncies limítrofes, i la seva seu es troba en el número 32 de la Gran Vía. Comparteix instal·lacions amb diverses emissores de radiofòrmula, propietats del mateix grup empresarial.
La Cadena SER, de la qual Radio Madrid forma part, pertany a PRISA Radio, companyia que agrupa els actius radiofònics del Grup PRISA (entre els quals es troben també les radiofòrmules Los 40 Principales, M80 Radio, Cadena Dial, Máxima FM i Radiolé).

## Història

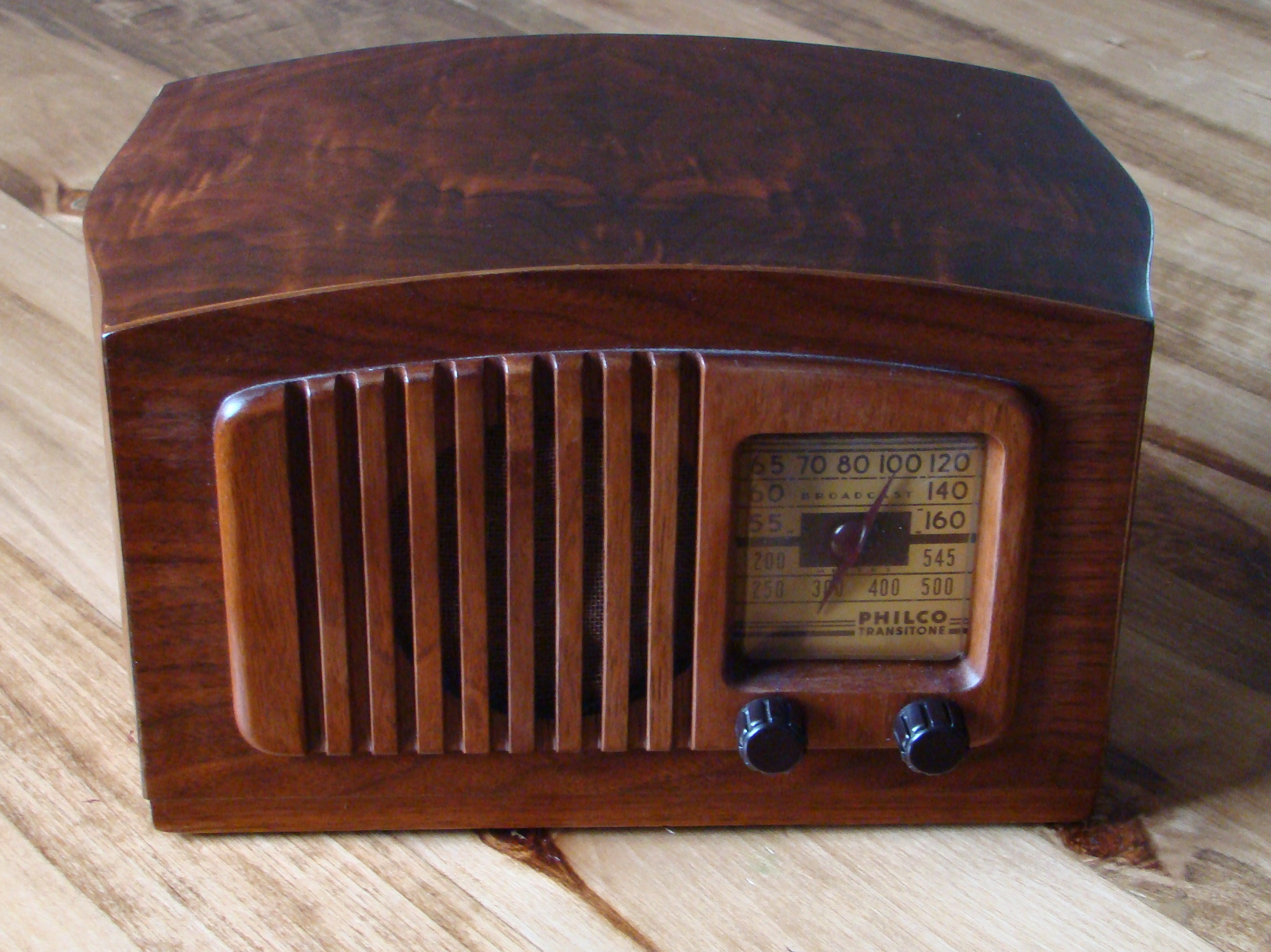
Receptor de ràdio Philco del model PT-44 (1941)

La història de Radio Madrid se superposa en molts aspectes amb la història de la Cadena SER perquè és en els seus estudis on s'han realitzat la majoria de programes emesos per la cadena de Prisa per a tot el territori espanyol.
El 19 de desembre de 1924 es va crear a Madrid l'empresa Unión Radio, que incloïa a l'emissora que s'havia creat amb el nom d'EAJ-7 Radio Madrid. Això va ser gràcies a la iniciativa de Ricardo Urgoiti i diverses empreses; entre d'altres, Telefunken, Companyia General d'Electricitat, Companyia Nacional de Telegrafia sense Fils (Marconi). Cada empresa va aportar 50.000 pessetes i van acordar la compra d'una estació Marconi.
L'emissora va ser inaugurada formalment perAlfons XIII el 17 de juny de 1925. Urgoiti es va convertir en el primer director general, amb Miguel Olea com a director artístic i Joaquín Ruiz com a cap tècnic. La seu d'Unión Radio Madrid es va situar a l'edifici dels Almacenes Madrid-París, a la Gran Via madrilenya.
A mesura que s'implantaven emissores a Espanya, Unión Radio va començar a ampliar continguts i a emetre en cadena amb altres emissores. Així, per exemple, el 8 d'octubre de 1925 es retransmetia per primera vegada una correguda de toros amb Juan Belmonte. L'emissora, a més, incloïa a la seva programació cursos d'anglès i francès o retrasmissions dels festivals de la Creu Roja. Un any després es transmetia l'enlairament del Plus Ultra, que sobrevolaria l'Atlàntic. S'iniciaven també les adaptacions de clàssics del teatre universal (Las nubes, el 1926, d'Aristòfanes; El alcalde de Zalamea, el mateix any, de Calderón de la Barca; Los intereses creados, el 1927, de Jacinto Benavente o La fierecilla domada, el 1928, de Shakespeare. A més, es va emetre la radionovel·la novel·la Las aventuras de un parisién en Madrid.
El 1927, Unión Radio Madrid (EAJ-7), Radio Bilbao (EAJ-9), Radio Sevilla (EAJ-5), Radio Salamanca (EAJ -22) i Ràdio Barcelona (EAJ-1) començaven a emetre conjuntament. El maig, totes les emissores radiaven el partit de futbol entre el Saragossa i el Reial Madrid. L'emissora aconseguiria gairebé el monopoli d'emissions, amb excepcions com Ràdio Associació de Catalunya o Radio España de Madrid.
El 1930 i després de la fi del mandat del dictador Miguel Primo de Rivera, Unión Radio Madrid havia reforçat la seva aposta per la informació amb l'informatiu diari La Palabra, d'entre 20 i 30 minuts de durada, que va comptar amb les populars veus de Luis Medina i Carlos del Pozo. Josefina Carabias va ser un altre estel radiofònic clau en l'època.
La proclamació de la Segona República a la Puerta del Sol de Madrid, el 1931, es va fer davant un micròfon d'Unión Radio. El 1934, després de múltiples debats, el president de la República sanciona els vuit articles de la Llei de Radiodifusió i consagra a la ràdio com a servei públic.
En esclatar la guerra civil espanyola, Unión Radio Madrid va romandre fidel al govern de la República i va ser gestionada per un comitè de treballadors. L'emissora va ser el vehicle que va traslladar als ciutadans espanyols l'històric discurs de Dolores Ibárruri, pronunciant el No passaran.
El 28 de març de 1939 l'emissora és presa per les tropes franquistes i Luis Medina pronuncia unes paraules de comiat abans de ser condemnat a mort. Hores després, les ones d'Unión Radio connectaven amb la programació única transmesa per Radio Nacional de España (RNE).
El 6 de març de 1939, Franco dicta una ordre per la qual se sotmet a censura prèvia de Falange Española la programació de totes les emissores privades de ràdio i les obliga a connectar-se diàriament amb Radio Nacional de España per emetre els diaris parlats coneguts com el Parte. Aquesta mesura va estar en vigor fins al 6 d'octubre de 1977, dia en què va ser derogada pel president Adolfo Suárez.
El 1942, Antonio González Calderón engega el programa El teatro del aire amb la companyia d'actors de Radio Madrid.

### Radio Madrid Cadena SER (1940-1960)
Després de la fi de la Guerra i la proclamació de l'estat franquista, Unión Radio pren la denominació de Societat Espanyola de Radiodifusió. La propietat és cedida a les famílies Garrigues i Fontán i l'emissora passa a estar presidida per Antonio Garrigues Díaz-Cañabate, amb Virgilio Oñate com a director general. El 1942 s'incorporava Manuel Aznar Acedo com a responsable de programació, càrrec que va ocupar durant vint anys.
A partir de la formació de la Cadena SER, Radio Madrid es converteix en l'emissora principal, i en els seus estudis es realitzaran la majoria de programes de major èxit que ha tingut la cadena des de la seva fundació. Es consolida com la ràdio comercial per excel·lència a Espanya. Enfront de Radio Nacional de España, de titularitat pública, la SER opta per anar incorporant un model de ràdio-espectacle, concebuda sobretot en termes d'entreteniment.
Una fita històrica va ser la incorporació de Bobby Deglané a Radio Madrid amb l'espai de varietats Fin de semana el 1940, que després d'un parèntesi es convertiria en Cabalgata fin de semana el 1951. L'espai, que en la seva etapa final va ser conduït per José Luis Pécker, va marcar nous ritmes a l'hora de fer ràdio a Espanya. El 1949 s'emet per primera vegada el programa Cabalgata fin de semana en connexió amb totes les emissores que conformen la cadena en aquesta època.
A mitjan segle xx van començar a emetre's els serials radiofònics. A El Coyote i Dos hombres buenos seguirien desenes més. Veus com les de Juana Ginzo, Matilde Conesa, Pedro Pablo Ayuso o Matilde Vilariño van mantenir connectats a la ràdio a milions d'oients amb els serials de Guillermo Sautier Casaseca. Lucecita, Ama Rosa o Lo que nunca muere van quedar gravades en l'imaginari de tota una generació. Des de 1955, en el gènere d'humor va triomfar Matilde, Perico y Periquín, d'Eduardo Vázquez. El 1953, Josep Mallorquí comença a realitzar les seves primeres radionovel·les.
Les retransmissions esportives van atreure aviat l'atenció dels oients aficionats al futbol. El 1954, Vicente Marco creava Carrusel Deportivo, programa que se segueix emetent actualment i que ha viscut una gran evolució de transmissió dels partits de futbol, ja que permet seguir des de l'estudi les incidències dels diferents partits a través de la televisió.
En l'època daurada de la ràdio a Espanya van fer també fortuna els concursos (El Bazar de las sorpresas; Ustedes lo saben, pero ellos no; Busque, corra y... llegue usted primero, Su canción favorita i Avecrem llama a su puerta amb Joaquín Soler Serrano) i l'humor de Tip y Top (Luis Sánchez Polack i Joaquín Portillo) i de Pepe Iglesias.
El 1956 i 1960, les noces del príncep Rainier de Mònaco amb l'actriu Grace Kelly i del rei Balduí de Bèlgica amb l'espanyola Fabiola es converteixen en grans esdeveniments mediàtics.

### Segona etapa (anys 1960-1975)
El 23 de gener de 1962 Eugenio Fontán era nomenat director de la cadena en substitució d'Oñate després de vint anys al capdavant de la SER. Aquest mateix any, Manuel Aznar deixava també la prefectura de programació. El llavors ministre d'Informació i Turisme, Manuel Fraga Iribarne, impulsor de la nova Llei de premsa del 15 de març de 1966, va eliminar la censura prèvia, si bé Radio Nacional de España mantenia el monopoli de la informació política.
El 22 de novembre de 1963, la Cadena SER va ser la primera emissora a Espanya a donar la notícia de l'assassinat de John F. Kennedy. El 1964 s'estrenava un espai magazín, amb alguns elements informatius. Es va anomenar Matinal SER, sobre una idea d'Antonio González Calderón i sota adreça del periodista Manuel Martín Ferrand. Vuit anys més tard naixia Hora 25 com un programa d'assumptes actuals, també amb Ferrand i al que s'incorporava el llavors jove periodista especialitzat a l'àrea esportiva José María García.
Els anys seixanta van ser testimoni del naixement de les radiofórmules a Espanya. El 1963 començava a emetre's El Gran Musical amb Tomás Martín Blanco, espai de música lleugera; i el 1966 naixia el programa Los 40 Principales precursor de la cadena de ràdio del mateix nom. Joves professionals com Joaquín Luqui, Pepe Domingo Castaño, José María Íñigo, Pepe Cañaveras o Miguel de los Santos s'incorporaven a aquests espais nous pensats per atreure l'atenció dels joves. Una altra novetat de l'època van ser els programes de causes solidàries com a Operación Plus Ultra o Ustedes son formidables, amb Alberto Oliveras.
Amb motiu del Campionat del Món de futbol, celebrat en 1966 a Anglaterra, la Cadena SER inicia la transmissió de trobades internacionals de futbol, fins llavors exclusius de Radio Nacional.

### Transició: 1975-1984
En finalitzar la dictadura franquista, la titularitat de la Cadena SER es distribuïa de la següent manera: 25% corresponia a l'Estat, 19% a la família Fontán, 18% a Antonio Garrigues Díaz-Cañabate, 15% a Banco Urquijo i 9% a Gregorio Gómez Mira.
La fita més important en el procés de consolidació de la llibertat d'expressió va ser el Reial decret 2664/1977 del 6 d'octubre sobre Llibertat d'Informació General per les Emissores de Radiodifusió, que posava fi al monopoli informatiu del RNE, exonerant a la resta d'emissores de l'obligació de connectar amb la ràdio pública per a l'emissió dels seus diaris parlats.
El 1979 es realitza en els estudis de Radio Madrid la primera transmissió amb micròfon sense fil per al programa Viva la radio.
El moment més tràgic del període es va viure la nit del 23 de febrer de 1981, coneguda també com La nit dels transistors, amb l'intent de cop d'Estat i la presa del Congrés dels Diputats. El cronista polític de l'emissora José Luís Díaz va aconseguir mantenir el micròfon obert mentre els militars colpistes obstaculitzen al Parlament, mentre Fernando Ónega, en aquell temps director d'informatius de la cadena, coordinava l'emissió.

### Incorporació al Grup Prisa (1984)
La incorporació de la Cadena SER al Grup PRISA va començar el 1984, a la mort de Gregorio Gómez Mira, un dels accionistes de la cadena, els hereus de la qual van vendre la seva participació al Grup Prisa. Poc després aconseguia les accions del Banco Urquijo i es convertia en accionista majoritari. Els següents a cedir la seva part en l'emissora van ser els Fontán. El 1992 seria el govern de Felipe González el que vengués la participació estatal, permetent al Grup Prisa fer seves la totalitat de les accions de la Cadena SER. Les operacions de presa de control de la cadena no van estar exemptes de crítiques de favoritisme per part d'altres mitjans de comunicació.
El 1986 els serveis informatius de la cadena reben el Premi Ondas per la cobertura del referèndum de l'OTAN.
El paper de la Cadena SER en les hores següents als atemptats de l'11 de març de 2004 a Madrid va donar lloc també a innombrables polèmiques entre defensors a ultrança de rol de l'emissora com a capdavantera de la veritat que el govern de José María Aznar pretenia ocultar als ciutadans i aquells que opinen que la SER va manipular deliberadament la informació, amb especial referència a l'existència d'un terrorista suïcida propagada des de les ones de la SER com a informació contrastada, i que més tard va resultar no existir. Des del moment després de l'atemptat, la Cadena SER va mantenir oberta la informació de forma permanent per informar de tots els aspectes que van incidir-hi.

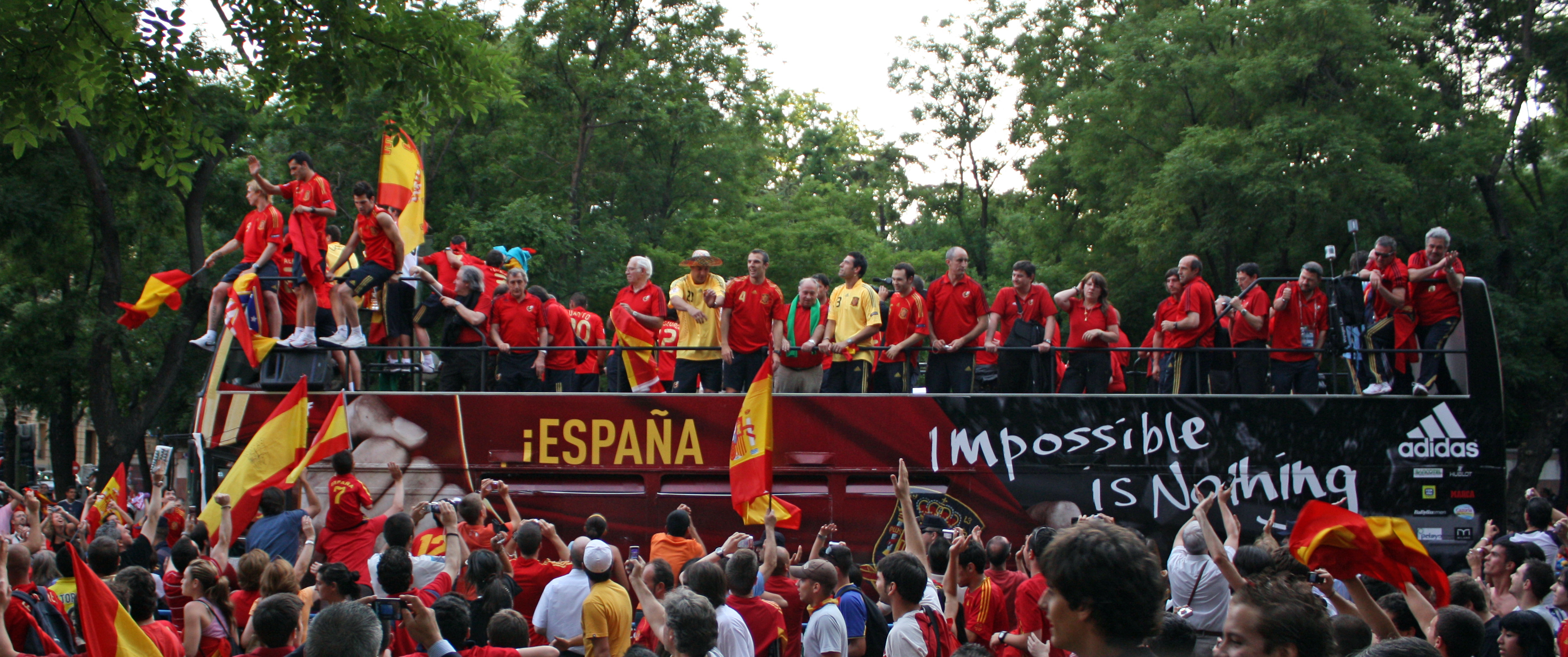
La selecció de futbol d'Espanya celebra el triomf en el Campionat d'Europa de futbol 2008 al seu retorn a Madrid.

En 2008, la redacció d'esports és guardonada amb un premi Ondas per la cobertura del Campionat d'Europa de futbol 2008 i dels Jocs Olímpics de Pequín.

## Personatges vinculats a Radio Madrid guardonats amb Premis Ondas
En la relació de premiats que s'acompanya no estan tots els premiats pels seus treballs a la Cadena SER, sinó només els premiats que hagin desenvolupat bàsicament el seu treball des de Radio Madrid. Alguns dels guardonats citats han rebut més d'un guardó.
1954

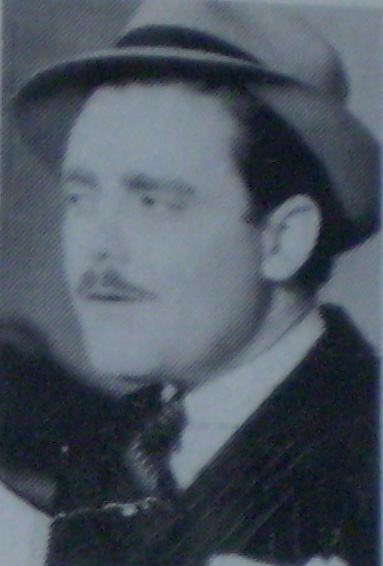
Pepe Iglesias (1915-1991)

- Guillermo Sautier Casaseca, com a autor de serials radiofònics.
- Antonio González Calderón, com a director de programes de ràdio.
- Bobby Deglané, com a animador de programes com a Cabalgata fin de semana.
- Pepe Iglesias, millor atracció internacional de l'any.
- Pedro Pablo Ayuso, actor radiofònic.

1955
- Matilde Conesa. Millor actriu.
- Luisa Fernanda Marti. Millor locutora.
- José Luis Pécker. Millor locutor.
- Teófilo Martínez. Millor actor radiofònic.
- Josep Mallorquí. Millor guionista de serials radiofònics.

1957
- Juanita Ginzo. Millor actriu radiofònica.

1958
- Manuel Dicenta. Millor actor radiofònic.
- Luisa Fernanda Martí. Millor locutora.
- Luis Durán. Millor director.

1959
- Raúl Matas. Millor locutor.
- Antonio Domínguez Olano. Millor labor periodística.

1960
- Alicia López Budia. Millor locutora.
- Matilde Vilariño. Millor actriu.

1961
- Vicente Mullor. Millor actor.

1962
- Tomás Martín Blanco. Millor locutor.

1964
- Alberto Oliveras. Millor locutor.
- María Romero. Millor actriu.

1965
- Francisco Quilea Quilates. Millor labor esportiva.

1966
- Carmen Pérez de Lama. Millor locutora.

1967
- Juan de Toro. Millor locutor.

1968
- Luisa Fernanda Martí. Millor locutora.
- Joaquín Prat. Millor locutor.
- Cristina Victoria. Millor actriu.
- Basilio Gassent. Millor guionista.

1969
- Miguel de los Santos. Millor locutor.

1970
- Eduardo Lacueva. Millor actor.
- José Fernando. Millor autor.

1971
- José Bermejo. Millor locutor.
- Rafael Baron. Millor autor.

1974
- Mariano de la Banda.
- Basilio Rogado.

1975
- José María García. Periodista esportiu.
- Pepe Domingo Castaño. Animador radiofònic.

1976
- José Joaquín Iriarte.

1978
- María Ángeles Juez García.

1979
- Antonio José Alés. Pel seu programa Medianoche.
- Fernando Onega. Periodista.
- P.J. María Martín Patino. Pel seu programa Palabras para empezar el día.

1982
- José Cañaveras. Presentador de programes musicals. (Pepe Cañaveras)

1989
- Concha García Campoy. Presentadora del programa A vivir que son dos días.

1996
- Ángel Álvarez. Millor presentador de programa musical.

1998
- Joaquín Luqui. Millor presentador de programa musical.

2001
- Iñaki Gabilondo. Programa Hoy por hoy.

2002
- Luis del Val. Programa Hoy por hoy.

2005
- José Ramón de la Moreno. Programa El larguero.

## Programes realitzats a Radio Madrid guardonats amb el Premi Ondas
Aquest llistat de programes guardonats es refereix en exclusiva als quals s'han realitzat en els estudis de Radio Madrid.
- Teatro del aire. 1954
- Carrusel deportivo. 1955
- El club de los niños. 1962
- Operación Plus Ultra. 1963
- Mirador. Millor programa cultural. 1964
- El consejo del doctor. millorMejor programa científic. 1964
- Buenos Días, Señor. Millor programa religiós. 1965
- Discomanía. Millor programa musical. 1965
- El gran musical. Millor programa musical. 1966
- Premio Holanda. Millor programa cultural. 1970
- Ustedes son formidables. Millor programa recreatiu. 1970
- Picadilly-Puerta del Sol. Programa cultural. 1971
- Las semanas de la SER. Millor programa musical. 1972
- Gente importante. Millor programa recreatiu. 1972
- Hora 25. 1973
- La saga de los Porretas. 1978
- Informativos de las 8. 1978
- Los impuestos. Dirigit per Manuel Martín Ferrand. 1979
- El Quinto Jinete 1981
- El golpe retransmitido. La nit del 23 de febrer de 1981 1981
- Desayuno de trabajo dirigit per José Joaquín Iriarte. 1982
- Cita a las cinco dirigit per Basilio Rogado. 1982
- Equipo realizador del programa Especial Referéndum OTAN. 1986
- Pido la palabra 1986
- Coplas de mi SER. 1987
- Los 40 Principales. 1988
- La verbena de la Moncloa. Julio César Iglesias, Luis Figuerola Ferreti i Javier Capitán. 1990
- Lo que yo te diga. 1990
- Difusión de la cinta Benegas. 1991
- El Larguero. 1995
- Hoy por hoy. Especial 70 anys de radio. 1995
- Hablar por hablar 1997
- Servicios Inofrmativos, per la cobertura realitzada pels seus serveis informatius entre l'11 i el 14 de març de 2004. 2004
- Redacción de deportes. Per la cobertura del Campionat d'Europa de futbol i dels Jocs Olímpics de Pequín. 2008